# René Barjavel
René Barjavel (Nyons, 1911. január 24. – Párizs, 1985. november 24.) francia tudományos-fantasztikus író, kritikus.

## Élete
Nyonsban született, a délkelet-franciaországi Drôme megyében. Elsősorban tudományos-fantasztikus íróként ismert, aki leginkább a technokrata civilizáció háborús őrület miatti bukásáról írt, de kedvelte a szerelem tartósságát hangsúlyozó témákat is. Számos regényt írt ezen témákban, például a Ravage, a  Le Grand Secret, a La Nuit des temps és az Une rose au paradis. Írásai költőiek, álomszerűek, néha filozófiaiak.  
Néhány  műve Isten létezésének empirikus és költői megkérdőjelezésével foglalkozik (például a La Faim du tigre). Érdekelte az a környezeti örökség is, amelyet az utánunk következő generációkra hagyunk. Ugyan Barjavel munkáit  ritkán tanítják a francia iskolákban könyvei mindmáig nagyon népszerűek a francia olvasóközönség körében.  
Le Voyageur imprudent (1943) című műve az első olyan regény, amely az időparadoxont mutatja be: ha valaki visszafelé megy az időben, és megöli egyik ősét, mielőtt gyermekei születtek volna, az utazó nem létezhet, ezért nem is ölheti meg az ősét. A mű magyar nyelven is megjelent Az óvatlan utazó címen.  
1985-ben hunyt el, a Bellecombe-Tarendol-i temetőben temették el, a Ventoux-heggyel szemben. E helyneveket ő maga is használta munkáiban: a hegy például az űrbázis helyeként jelenik meg a Colomb de la lune-ben, Tarendol pedig a főhős neve az azonos című regényben. 
Róla nevezték el a René Barjavel-díjat, amely a Lyonban minden évben megrendezett sci-fi fesztiválon kerül kiosztásra.

## Magyarul megjelent művei
- A mimóza bosszúja (regény, 1963, Európa Kiadó)
- Az óvatlan utazó (regény, 1971, Kozmosz Fantasztikus Könyvek sorozat, Kozmosz Kiadó)
- A nagy titok (regény, 1991, Dunakönyv, ISBN 9637961062)

## Fordítás
- Ez a szócikk részben vagy egészben  a   René Barjavel című angol Wikipédia-szócikk ezen változatának fordításán alapul.  Az eredeti cikk szerkesztőit annak laptörténete sorolja fel. Ez a jelzés csupán a megfogalmazás eredetét és a szerzői jogokat jelzi, nem szolgál a cikkben szereplő információk forrásmegjelöléseként.